# چروک‌صدف‌های تخت
چروک‌صدف‌های تخت (نام علمی: Dimyidae) نام یک تیره از راسته چروک‌صدف‌سانان است.